# Caillouet-Orgeville
Caillouet-Orgeville – miejscowość i gmina we Francji, w regionie Normandia, w departamencie Eure.
Według danych na rok 1990 gminę zamieszkiwało 336 osób, a gęstość zaludnienia wynosiła 43 osoby/km² (wśród 1421 gmin Górnej Normandii Caillouet-Orgeville plasuje się na 579. miejscu pod względem liczby ludności, natomiast pod względem powierzchni na miejscu 480.).